# Alfons Maximini
Alfons Maximini (* 19. Januar 1952 in Konz) ist ein deutscher Politiker (SPD). Von 2006 bis 2011 war er Mitglied des Rheinland-Pfälzischen Landtages.

## Ausbildung, Beruf und Familie
Nach dem Besuch der Volksschule absolvierte Maximini eine Ausbildung zum Technischen Zeichner. Nach Erreichen des Fachabiturs über den Zweiten Bildungsweg studierte er von 1973 bis 1976 Maschinenbau an der Fachhochschule Trier (heute: Hochschule Trier) und war im Anschluss als Ingenieur in der Privatwirtschaft tätig.
Maximini ist verheiratet und hat ein Kind.

## Politik
Maximini ist seit 1970 SPD-Mitglied. Seit 1979 ist er Mitglied des Stadtrates in Konz – seit 1983 auch Fraktionsvorsitzender der SPD-Stadtratsfraktion. 1989 wurde er zudem in den Kreistag des Kreises Trier-Saarburg gewählt, seit 2000 ist er auch Vorsitzender der dortigen SPD-Kreistagsfraktion.
Vom 18. Mai 2006 bis 2011 war Maximini Abgeordneter für den Rheinland-Pfälzischen Landtag. Er vertrat den Wahlkreis 26 Konz/Saarburg, der vom Landkreis Trier-Saarburg die Verbandsgemeinden Konz, Saarburg, Hermeskeil und Kell am See umfasst. Maximini war Mitglied des Ausschusses für Umwelt, Forsten und Verbraucherschutz sowie des Ausschusses für Medien und Multimedia. Darüber hinaus war er Mitglied der Enquête-Kommission Klimawandel.